# Lo Zoo di 105 Compilation Vol. 6
Lo Zoo di 105 Compilation Vol. 6 è la sesta compilation dell'omonimo programma radiofonico, pubblicata il 29 novembre 2011.

## Tracce[1]

### CD 1 (mixato da Pippo Palmieri)
Intro: Sigla Zoo by DJ Matrix - Voglio ascoltare lo Zoo
1. Insane (In Da Brain) – 8:44 (Djs From Mars feat. Fragma)
2. Loca People (What The Fuck) – 4:34 (Sak Noel)
3. Feel So Close – 4:03 (Calvin Harris)
4. Bang It All (David Jones Remix) – 3:43 (Mastiksoul & Dada feat. Akon & Paul G.)
5. In My Bedroom – 3:48 (Ralvero & Dadz 'N' Effect)
6. Turn This Club Around – 4:34 (R.I.O. feat. U-Jean)
7. Sweat – 5:06 (Snoop Dogg)
8. Don't Cry (Hard Rock Sofa Remix) – 4:39 (Kid Massive & Mark Le Sal)
9. Jumping – 4:12 (Samuele Sartini feat. Katherine Ellis)
10. Save The World – 5:47 (Swedish House Mafia)
11. Twisted (Simon From Deep Divas Remix) – 4:43 (Molella & Lake Koast feat. Pretty Pretty and Malik)
12. Changed The Way You Kiss Me – 3:56 (Example)
13. No Beef – 5:07 (Afrojack and Steve Aoki feat. Miss Palmer)
14. The Night Away – 3:56 (Brill)
15. In Da Universe – 4:17 (Subway feat. Sadie)
16. Faccio bordello – 3:19 (Zlatan (Alan Caligiuri))

### CD 2 (mixato da DJ Spyne)
Intro: Sigla Zoo by DJ Matrix - Voglio ascoltare lo Zoo
1. Boomerang feat. Akon, Pitbull & Jermaine Dupri – 6:18 (DJ Felli Fel)
2. Don't Run Away – 4:15 (Spyne & Palmieri)
3. Every Teardrop Is A Waterfall (We Don't Belong In Pacha Club Remix) – 4:57 (Coldplay)
4. Alive – 3:57 (Dirty South & Thomas Gold feat. Kate Elsworth)
5. Take You Higher – 5:13 (Goodwill & Hook N Sling)
6. Big In Japan – 4:46 (Martin Solveig & Dragonette feat. Idoling!!!)
7. Freaky Boyz – 5:05 (Nora Hilton)
8. I'm Still Hot (R3hab Remix) – 4:03 (Luciana)
9. La Banda – 4:58 (The Cube Guys)
10. Celebration – 5:06 (Lumidee feat. Calibe & Beenie Man)
11. Hey Hey Hey – 5:14 (Laurent Wery feat. Swiftkid)
12. Forever – 5:19 (Wolfgang Gartner feat. will.i.am)
13. Kingsize Heart – 4:37 (Javi Mula feat. Juan Magan)
14. Natural Disaster – 4:36 (Laidback Luke vs Example)
15. La Musica (The Trumpeter) – 2:32 (Ray Foxx feat. Lovelle)
16. Saluti finali + "Zoo di 105 Salvami" – 3:18 (Lo Zoo di 105)